# Liverpool 8
Liverpool 8 es el decimocuarto álbum de estudio del músico británico Ringo Starr, publicado por la compañía discográfica Capitol Records en enero de 2008.
Producido por Ringo, Mark Hudson y David A. Stewart, Liverpool 8 marcó el retorno de Ringo a EMI por primera vez desde que abandonara el sello en 1975, siguiendo el fin de su contrato con la compañía. Aunque técnicamente Ringo volvió a Capitol con la publicación de los álbumes Stop and Smell the Roses y Old Wave en 1981 y 1983 respectivamente, dichos lanzamientos fueron editados a través de la filial The Right Stuff.

## Historia
Liverpool 8 fue originalmente planeado para publicarse en junio de 2007, y comenzó como otra colaboración entre Ringo Starr y Mark Hudson, con quien también trabajó en los álbumes Vertical Man, I Wanna Be Santa Claus, VH1 Storytellers, Ringo Rama y Choose Love. Sin embargo, la fecha de lanzamiento fue retardada hasta comienzos de 2008 cuando Hudson fue sustituido por Dave Stewart después de un conflicto con Starr. El libreto acredita el álbum como: «Producido por Ringo Starr y Mark Hudson; re-producido por Ringo Starr y David Stewart».
A excepción de «Liverpool 8», el resto de las canciones del álbum fueron compuestas por The Roundheads, aunque Stewart también figura como coescritor de algunas canciones. Bruce Grakal, compañero de Ringo, comentó al periodista Peter Palmiere que la colaboración entre Hudson y Starr había terminado y que nunca volverían a grabar juntos. Según Grakal, el conflicto surgió cuando Hudson abandonó la gira que Ringo desarrolló en verano de 2006, en la que iba a trabajar como director musical, para participar en el programa de televisión The One: Making a Music Star. Según Palmiere, Hudson comentó que la ruptura tuvo lugar por la insistencia de Starr en usar sonido de sintetizadores, frente a la preferencia de Hudson por sonidos de guitarra y piano. No obstante, sobre la declaración de Hudson, el propio Starr comentó: «La separación entre Mark Hudson y yo fue una cuestión de sinceridad y amistad y no tiene nada que ver con los sintetizadores».

## Recepción
Tras su publicación, Liverpool 8 obtuvo reseñas mixtas de la prensa musical, con una media ponderada de 59 sobre 100 en la web Metacritic basada en doce reseñas. La revista Billboard lo valoró positivamente y lo definió como «lleno de nostalgia por los buenos y viejos tiempos». Por otra parte, Stephen Thomas Erlewine de Allmusic comentó en una reseña menos favorable: «En cierto modo, las producciones de menor escala para Koch Records sirven bien a los últimos días de Ringo, ya que eran tan humildes y modestas como su música, pero incluso si Liverpool 8 es un poco demasiado energético y resbaladizo por su propio bien, Starr sigue siendo eminentemente agradable, lo cual es suficiente para los que hayan disfrutado Ringo Rama y Choose Love». Rob Sheffield, de la revista Rolling Stone, escribió: «Liverpool 8 es una celebración de todo lo que es Ringo: su ingenio musical, su alegría, su compromiso con los ideales de paz y amor de los sesenta».
En el plano comercial, Liverpool 8 se convirtió en el primer trabajo de Ringo en entrar en la lista británica UK Albums Chart desde la publicación de Vertical Man al alcanzar el puesto 91. En los Estados Unidos, llegó al puesto 94 en la lista estadounidense Billboard 200, con 7 000 copias vendidas durante su primera semana a la venta. A día de enero de 2010, Liverpool 8 ha vendido más de 31 000 copias en el país. El álbum también obtuvo posiciones modestas en las listas de discos más vendidos de países como Alemania, Austria, Francia y Suecia. Por otra parte, el primer sencillo promocional, «Liverpool 8», llegó al puesto 99 de la lista británica UK Singles Chart, convirtiéndose en el primer sencillo en entrar en la lista desde el lanzamiento de «La De Da».

## Lista de canciones
Todas las canciones escritas y compuestas por Richard Starkey, Mark Hudson, Gary Burr y Steve Dudas excepto donde se anota. 
| N.º | Título                       | Escritor(es)                                                      | Duración |  |
| 1.  | «Liverpool 8»                | Richard Starkey, Dave Stewart                                     | 4:49     |  |
| 2.  | «Think About You»            |                                                                   | 3:40     |  |
| 3.  | «For Love»                   | Richard Starkey, Mark Hudson                                      | 3:49     |  |
| 4.  | «Now That She's Gone Away»   | Richard Starkey, Mark Hudson, Gary Burr                           | 3:02     |  |
| 5.  | «Gone Are the Days»          | Richard Starkey, Mark Hudson, Dave Stewart                        | 2:49     |  |
| 6.  | «Give It a Try»              | Richard Starkey, Mark Hudson, Steve Dudas                         | 3:26     |  |
| 7.  | «Tuff Love»                  |                                                                   | 4:33     |  |
| 8.  | «Harry's Song»               |                                                                   | 4:00     |  |
| 9.  | «Pasodobles»                 | Richard Starkey, Mark Hudson, Gary Burr, Steve Dudas, Dean Grakal | 4:17     |  |
| 10. | «If It's Love That You Want» |                                                                   | 3:06     |  |
| 11. | «Love Is»                    |                                                                   | 3:52     |  |
| 12. | «R U Ready?»                 |                                                                   | 3:59     |  |

## Personal
| Músicos - Ringo Starr: voz, batería, percusión, órgano y coros - Sean Hurley: bajo - David A. Stewart: guitarra eléctrica, guitarra slide y orquestación - Gary Burr: guitarra acústica, mandolina, teclados, coros y silbidos - Steve Dudas: guitarra eléctrica, guitarra clásica, palmas y coros - Brent Carpenter: coros y palmas - Mark Hudson: piano, armónica, melotrón, bajo, guitarra eléctrica, guitarra acústica, teclados, coros y palmas - Bruce Sugar: coros y palmas - Keith Allison: coros y palmas - Suzie Katayama: orquestación - Zac Rae: teclados - Dave Way: bajo - Jesse Davey: guitarra eléctrica | Equipo técnico - Ringo Starr: productor musical - Mark Hudson: productor musical excepto en «Liverpool 8» - David A. Stewart: productor musical en «Liverpool 8» - Bruce Sugar: ingeniero de sonido - Steve Dudas, Gary Burr, Ned Douglas: ingenieros asistentes - Bill Malina: mezclas - Ted Jensen: masterización - Tom Recchion: dirección artística - Paul Moore: diseño - Brian Griffin: fotografía |

## Posición en listas
| País           | Lista                       | Posición |
| -------------- | --------------------------- | -------- |
| Alemania       | Media Control Albums Charts | 94       |
| Austria        | Ö3 Austria Top 40           | 71       |
| Estados Unidos | Billboard 200               | 94       |
| Estados Unidos | Top Internet Albums         | 94       |
| Francia        | SNEP Albums Chart           | 181      |
| Reino Unido    | UK Albums Chart             | 91       |
| Suecia         | Albums Top 60               | 53       |